# Takaaki Kinoshita
Takaaki Kinoshita (født 11. juni 1993) er en japansk fodboldspiller, som spiller for den japanske fodboldklub Fujieda MYFC.